# جایگیری برنامه
اصطلاح وضعیت برنامه (Application Posture)، ماهیت تعامل یک برنامه نرم‌افزاری با کاربر آن را مشخص می‌کند. 
این اصطلاح بدست آلن کوپر نو‌اوری شد، که چهار «وضعیت» را برای کاربردها مشخص کرد: حاکمیتی، گذرا، اهریمنی و انگلی.  
- یک برنامه‌ی مستقل، برنامه‌ای است که توجه کاربر را برای مدت طولانی در انحصار خود نگه می‌دارد.
- کوپر برنامه‌های گذرا را اینگونه تعریف کرد: «یک برنامه وضعیت گذرا می‌آید و می‌رود، و یک عملکرد واحد و با برجستگی بالا را با مجموعه‌ای کاملاً محدود از کنترل‌های همراه ارائه می‌دهد. این برنامه در صورت نیاز فراخوانی می‌شود، ظاهر می‌شود و کار خود را انجام می‌دهد، سپس به سرعت خارج می‌شود و به کاربر اجازه می‌دهد فعالیت عادی‌تر خود را که معمولاً یک برنامه مستقل است، ادامه دهد.»
- برنامه‌های Daemonic فرآیندهای پس‌زمینه‌ای هستند که نیازی به تعامل مستقیم با کاربر ندارند.
- برنامه‌های انگلی یا کمکی از نگاه ارائه مجموعه‌ای محدود و متمرکز از کنشکردها و اشغال فضای کوچک، مشابه برنامه‌های گذرا هستند، اما به طور مداوم نمایش داده می‌شوند و می‌توانند برای مدت طولانی مورد کاربری قرار گیرند.

## همچنین ببینید
- لوازم جانبی میز
- برنامه کمکی

### کتابشناسی
- درباره چهره اثر کوپر، آلن، ریمن، رابرت و کرونین، دیوید  ، ۲۰۰۷

## بنمایه‌ها
1. ↑  "» application posture :::Little Springs Design:::". www.littlespringsdesign.com. Archived from the original on 3 March 2009. Retrieved 12 January 2022.

## پیوندهای بیرونی
- https://web.archive.org/web/20090303083150/http://www.littlespringsdesign.com/blog/blog/2007/09/07/application-posture/